# Tantalowodginita
La tantalowodginita és un mineral de la classe dels òxids que pertany al grup de la wodginita. Rep el nom per la composició i la seva relació amb la wodginita. El nom de tantalowodginita ja s'havia proposat el 1984 per a un nou mineral del grup de la wodginita. No obstant això, els mateixos autors van retirar la proposta reconeixent que l'espècimen tipus era wodginita i litiowodginita riques en tà (Ercit et al. 1992).
El nom de tantalowodginita es va proposar anteriorment, el 1984, per a un nou mineral del grup de la wodginita (Ercit et al. 1984). No obstant això, els mateixos autors van retirar-ho formalment, reconeixent que l'espècimen tipus era una wodginita i litiowodginita rica en tàntal. El 2018, l'IMA va aprovar una nova espècie amb aquest nom.

## Característiques
La tantalowodginita és un òxid de fórmula química (Mn2+0.5◻0.5)TaTa₂O₈. Va ser aprovada com a espècie vàlida per l'Associació Mineralògica Internacional l'any 2018. Cristal·litza en el sistema monoclínic. La seva duresa a l'escala de Mohs es troba entre 5 i 5,5.
L'exemplar que va servir per a determinar l'espècie, el que es coneix com a material tipus, es troba conservat a les col·leccions mineralògiques del museu de minerals i gemmes de Maine, amb el número de catàleg: mmgm-mp2-12-10-2016.

## Formació i jaciments
Va ser descoberta a la pedrera Emmons, situada al mont Uncle Tom, a Greenwood, dins el comtat d'Oxford (Maine, Estats Units). També ha estat descrita al dipòsit de Ponte Segade, a la localitat de Viveiro (Galícia, Espanya) i a la mina Tanco, al llac Bernic (Manitoba, Canadà). Aquests tres indrets són els únics de tot el planeta on ha estat descrita aquesta espècie mineral.